# Никитовский сельский совет (Ямпольский район)
Никитовский сельский совет (укр. Микитівська сільська рада) — входит в состав
Ямпольского района
Сумской области
Украины.
Административный центр сельского совета находится в 
с. Никитовка
.

## Населённые пункты совета
- с. Никитовка
- с. Зеленая Диброва
- с. Зорино

## Ликвидированные населённые пункты совета
- с. Протопоповка